# El Chojin
Domingo Antonio Edjang Moreno (Torrejón de Ardoz, Madrid; 28 de abril de 1977), más conocido por su nombre artístico El Chojin, es un rapero, compositor, escritor y comunicador español de ascendencia ecuatoguineana. Su nombre artístico es el nombre del dios de la serie de películas de animación japonesa Urotsukidōji, Chōjin ([choyín]).
En 2007 superó el récord de sílabas cantadas en un minuto con un total 921 sílabas, arrebatando el récord Guiness a Rebel. En 2023 fue reconocido por las revistas Rolling Stone y Billboard como uno de los 50 raperos de habla hispana más influyentes de la historia.

## Biografía
De padre ecuatoguineano y madre extremeña, nació en la localidad de Torrejón de Ardoz, cerca de Madrid.
El Chojin destaca por la profunda crítica social que lleva a cabo en sus canciones. Pertenece al grupo W. F. N. (Wild for da Night ‘Salvaje durante la noche’), nombre tomado de la canción homónima de Busta Rhymes.
Entre sus trabajos encontramos el proyecto 995 —los cuatro trabajos que hizo el grupo— en colaboración con otros raperos españoles, y en solitario Mi turno, El nivel sube y Solo para adultos, siendo su disco con más repercusión mediática especialmente por canciones como «Lola» —el cual le proporcionó fama fuera del panorama del rap—; Cuando hay obstáculos... y ... Jamás intentes negarlo. Tras estos siete discos, El Chojin volvió a publicar una maqueta, titulada Rap por placer, de distribución gratuita vía internet. A principios de 2005 editó su octavo elepé en un concurso organizado por el propio artista en su página web. 
En el año 2007 publicó, en solitario, Striptease, un álbum en el cual desnuda su alma, y sus inquietudes, jugando con la ironía, las chicas, y con la colaboración de nuevos y veteranos productores, de guitarristas, armónicas, pianos y un coro de góspel. En el mismo año, El Chojin escribió y protagonizó El alma de Alexander Oboe, una obra de teatro por la integración, fue producido por la Casa de los Pueblos y presentado en el Festival Madrid Sur. Asimismo, llevó a cabo una gira por distintos teatros de España.
El 23 de diciembre de 2008 obtuvo el récord Guinness al ser el rapero más rápido, consiguiendo rapear 921 sílabas en un minuto con la canción «Vo-ca-li-za». Al año siguiente publicó de nuevo una maqueta de distribución gratuita titulada Aún rap por placer, compuesta por seis canciones y una colaboración de Duo Kie.
En marzo de 2009 publicó Cosas que pasan, que no pasan y que deberían pasar, un álbum compuesto de treinta canciones, con colaboraciones muy variadas, como las de Locus (Duo Kie), Maika Sitté, Red House, El Gran Wyoming, Luis Eduardo Aute, Dompa, Orquesta de Cámara Clave 1 y Astrid Jones, entre otros.
Del 28 de enero al 24 de junio de 2010, El Chojin apareció todos los jueves haciendo un resumen de rap sobre las noticias de la semana, en Las noticias de la tarde de La 2.
El 11 de mayo de 2010 publicó, junto a Francisco Reyes, Rap. 25 años de rimas, libro sobre la historia del rap en España. En enero de 2011, El Chojin publica su libro de reflexiones Ríe cuando puedas, llora cuando lo necesites con la editorial Espasa; en este libro, cuenta su visión de la vida, reflexiones y anécdotas.
El 15 de marzo de 2011 publicó su undécimo álbum, titulado El ataque de los que observaban. En quince canciones, El Chojin trata temas tan variados como el acoso escolar («La triste historia del vecino de arriba»), las relaciones de pareja («Idiomas distintos») e incluso las críticas («Me dijeron»). En la canción «Rap vs. racismo» colaboran algunos de los artistas más importantes del género en España: Lírico (Violadores del Verso), El Santo (Falsalarma), El Langui (La Excepción), Kase.O (Violadores del Verso), Nach, Locus (Duo Kie), Ose (995), Nerviozzo (Duo Kie), SHO-HAI (Violadores del Verso), Zatu (SFDK), Gitano Antón (La Excepción), El Titó (Falsalarma) y Xhelazz.

## Estilo musical

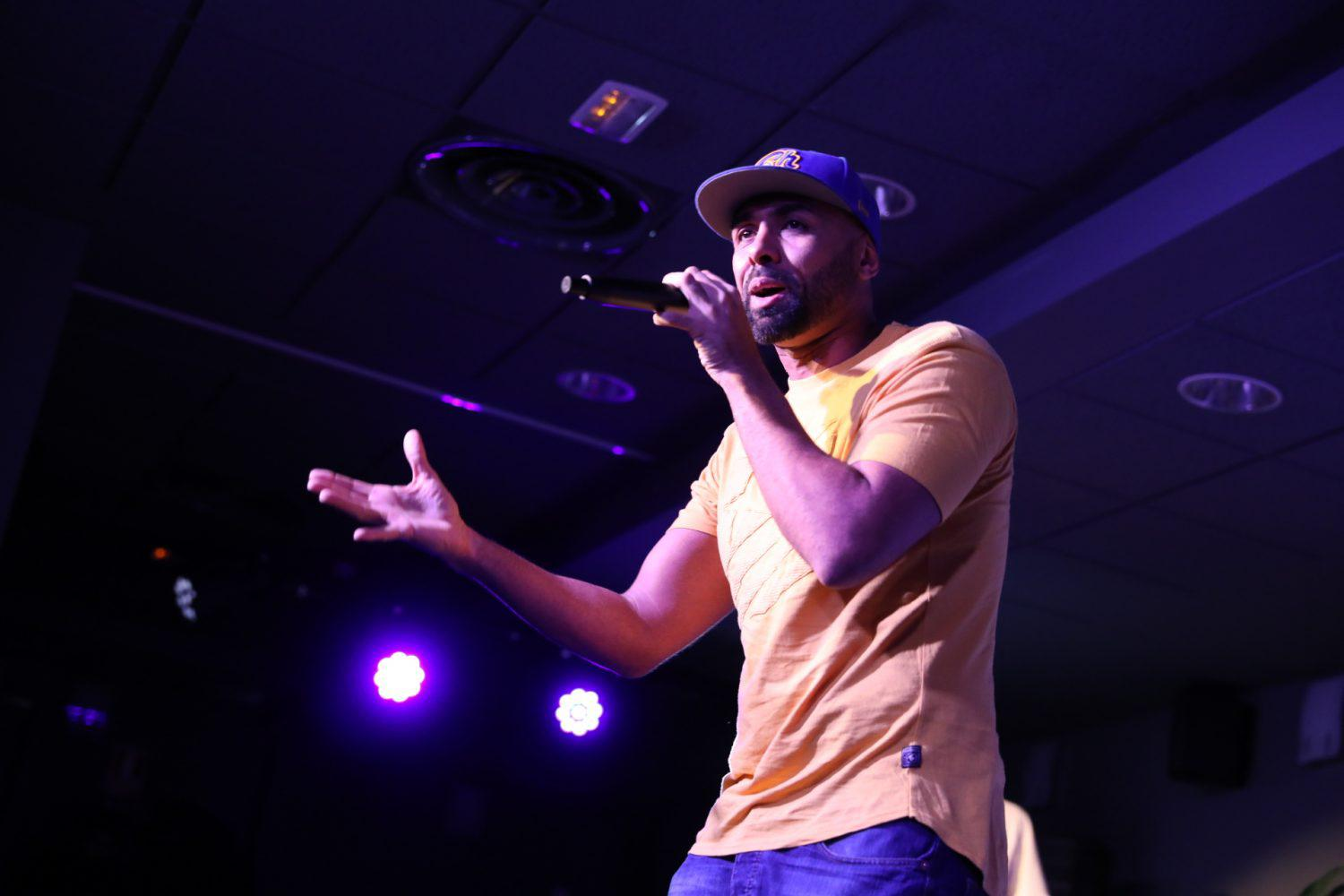
El Chojin en un rap de estilo libre en 2018.

El Chojin se distingue de otros raperos por su decidida apuesta por el compromiso social, llama la atención no encontrar palabras malsonantes en sus textos, pero como él mismo dice «...yo escribo como hablo, que no use esas palabras no es planeado, es simplemente honesto». En sus textos se pueden encontrar frecuentes alusiones a la no violencia, en contra el consumo de drogas —incluido el alcohol— y contra el racismo. Se hizo especialmente popular su canción «Lola» (2001), que promociona el uso del preservativo, llegando a ser utilizado en una campaña de concienciación sobre el uso de anticonceptivos del Ayuntamiento de Barcelona. También Amnistía Internacional eligió una canción suya (junto con Meko y Kraze Negroze) para la campaña «Ponte en mi piel» de 2003, una canción donde El Chojin busca concienciar a la sociedad sobre el fenómeno de la inmigración. Asimismo, con la salida del álbum 8jin, Amnistía Internacional eligió el tema «El final del cuento de hadas» (2005) para una campaña nacional en contra de la violencia de género. Asimismo, El Chojin colabora con la organización no gubernamental Entreculturas, dando un concierto totalmente improvisado en Valencia en un escenario que la propia Entreculturas había montado en el centro de la ciudad con el fin de manifestarse.
Una de las principales temáticas que aborda El Chojin en sus letras y en la mayoría de sus elepés es la discriminación, el maltrato y la injusticia en general. La lucha contra la violencia de género y la concienciación de cara al fenómeno de la inmigración. Él nació y se crio en España, pero conoce perfectamente dicha problemática debido a sus raíces africanas y ha enarbolado en multitud de ocasiones dicha causa. De hecho, tal y como refleja en las canciones «Yo no soy de esos», «Mami, el negro está rabioso» o «Cara sucia», él mismo ha sufrido dicha discriminación en sus propias carnes debido al color de su piel.
El Chojin, además de hacer rap, ha probado aspectos inusuales entre los raperos españoles. En 2005 participó en la película Tánger de Juan Madrid haciendo un pequeño cameo y componiendo la canción principal de la banda sonora de la cinta. En 2008 escribió y protagonizó la obra de teatro El alma de Alexander Oboe, un monólogo musicalizado en el que se hablaba de las dificultades de vivir lejos de tu país a través del viaje que realiza el protagonista. En la temporada 2008/09 participó como tertuliano fijo en el programa de actualidad política de la Cadena SER El Foro dirigido por el periodista Javier Manzano. En 2010 consiguió lo que muchos consideran un hito metiendo la música rap en el Telediario de La 2, se trató de un editorial rimado en el que semanalmente el rapero ofrecía su visión sobre los acontecimientos de actualidad.
De febrero de 2010 a mayo de 2013 publicó semanalmente una columna de opinión en el periódico en línea FronteraD. La Junta de Extremadura honró a El Chojin con el galardón Culturas 2011 por «su trabajo decidido en pro de una sociedad más justa, igualitaria y tolerante». Desde marzo de 2016 presenta el programa semanal de La 2 Ritmo urbano, dedicado a la cultura hip hop. En 2019 fichó por el programa Zapeando de La Sexta.

## Discografía

### Álbumes en solitario
- Mi turno (LP) (Revelde Discos, 1999)
- El nivel sube (LP) (Revelde Discos, 2000)
- Solo para adultos (LP) (Boa Music, 2001)
- Cuando hay obstáculos... (LP) (Boa Music, 2002)
- ...Jamás intentes negarlo (LP) (Boa Music, 2003)
- 8jin (LP) (Bombo Records, 2005)
- Striptease (LP) (Independiente, 2007)
- Cosas que pasan, que no pasan y que deberían pasar (LP) (Independiente, 2009)
- El ataque de los que observaban (LP) (Sony Music, 2011)
- I.R.A. (Instinto, razón, autobiografía) (LP) (Sony Music, 2013)
- Energía (LP) (Independiente, 2015)
- Recalculando ruta (LP) (Independiente, 2017)
- ...y el último (LP) (Independiente, 2019)
- Classic Shit Series (LP) (Independiente, 2022)
- Con todo (LP) (Independiente, 2023)

### Con 995
- 995 (2001)
- II (2002)
- 995 III (Kompetición I)
- 995 IV (Kompetición II)
- 995 V

### Maquetas
- 100 % = 10.000 (Mi estilo) (Maxi) (1999)
- Rap por placer (Maqueta) (2004)
- Rap positivo (Maxi) (2006)
- Aún rap por placer (Maqueta) (2008)
- Inspiración (Maqueta) (2016)

### Colaboraciones
- El Meswy: Tesis doctoral (1997)
- Frank T "Campeón de campeones (con Supernafamacho)" (1998)
- Frank T "Los pájaros no pueden vivir en el agua porque no son peces" (1998)
- Black D "La Homilía" (1998)
- Zeta "Hacia el infinito" (1999)
- Zeta "Guateque" (1999)
- Zénit "solo para adultos" (2001)
- Dj Paco aka Dj Jam "69 Studio El Plan Perfecto" (2001)
- Makamersim "Original Dancehall" (2002)
- Nach "Hemos creado un monstruo" (2002)
- La Konexión "Desti* lando stylo" (2003)
- Meko y Kraze "Ak-47" (2003)
- Jefe de la M "Entra el dragón" (2003)
- Bombo Records "Kompetición" (2003)
- Duo Kie "El rap es esto" (2004)
- Meko "Zona de guerra" (2004)
- Bombo Records "K2: Kompetición II" (2004)
- Destroyer "Amor por esto" (2005)
- Lydia"El final del cuento de hadas" (2005)
- Panzers "Resurrección" (2005)
- Sindicato argentino del Hip-hop "XXL" (2005)
- Varios "Tiempo de kambio" (2006)
- Black Bee "Génesis" (2006)
- Dlux "Quién no"(Encadenadas, 2007)
- Estado Mental "Ahorrate el psicólogo"(2007)
- Duo Kie "Lluvia de piedras remix (con Legendario, Puto Largo, Swan Fyahbwoy, Tito Sativo, L.E. Flaco, Rayden, Juaninacka, Tote King, Jefe de la M, * Newton y Juan Profundo)" (21cm, 2008)
- Morodo, Meko, Ose & Black Bee "Estoy cansao"
- Malafama squad "Hablo Rap" (2008)
- Zaise "No duermo" (2010)
- Korazón Crudo "Cosas del día a día" (2010)
- Say PHHAT & Frost "Legendarios" (2010, disco de Say "El Elegido")
- Frost "2 Legendarios"(2010, disco de Frost "En Estado Libre")
- Nach "Mejor que el Silencio" Ayer y Hoy (2011)
- Rapsoda "El ocaso de los ídolos" (2011)
- El Gran Wyoming "La perversión del lenguaje"
- Lírico, Santo, El Langui, Kase.O, Nach, Locus, Ose, Nerviozzo, Sho Hai, Zatu, Gitano Antón, Titó y Xhelazz "Rap vs Racismo" (2011, "El ataque de los que observaban")
- Acción Sánchez de SFDK en "Misión buscar y destruir con Duo Kie (2011)
- Rayden en "Da igual" con Zeidah (Mosaicos,2012)
- Ambkor en El mismo Día (con Marwan) (2013)
- Circo La Nación en "Corazón De Barrio" (Esta En Ti,2014)
- Nerviozzo en "The Hard Men Path" (Colapso,2015)
- Akil Ammar en "Singular" (Frenesí,2016)
- Luis Ramiro - Perfecta (A Solas en FNAC) (2017)
- Kitai - "Kitai - Versión 2k20" (2020)
- Ali A.K.A. Mind, Ambkor[7] - "Tampoco" (2025)